# Liste der Straßen und Plätze in Hamburg-Sternschanze

Lage von Sternschanze in Hamburg und im Bezirk Altona (hellrot)

Die Liste der Straßen und Plätze in Hamburg-Sternschanze ist eine Übersicht der im Hamburger Stadtteil Sternschanze vorhandenen Straßen und Plätze. Sie ist Teil der Liste der Verkehrsflächen in Hamburg.

## Überblick
In Sternschanze (Ortsteilnummer 207) leben 7713 Einwohner (Stand: 31. Dezember 2023) auf 0,5 km². Damit ist Sternschanze der flächenkleinste Stadtteil Hamburgs. Sternschanze liegt in den Postleitzahlenbereichen 20357, 20359 und 22769.
In Sternschanze gibt es 23 benannte Verkehrsflächen, darunter einen Platz. Bei den Straßennamen finden sich einige Themengruppen, allerdings keine großflächigen wie bei später gebauten Stadtteilen.
- Bezug auf die alte Verteidigungsanlage „Sternschanze“, die dem Stadtteil den Namen gab: Dänenweg, Schanzenstraße, Sternschanze und Sternstraße
- Grundstücksbesitzer und ihre Verwandtschaft: Beckstraße, Juliusstraße und Susannenstraße
- Bürgermeister: Bartelsstraße, Eifflerstraße, Ludwigstraße und Max-Brauer-Allee

Die meisten anderen beziehen sich auf alte Flurnamen, ehemalige Pachthöfe oder Wirtshäuser.

## Übersicht der Straßen
Die nachfolgende Tabelle gibt eine Übersicht über alle benannten Verkehrsflächen – Straßen und Plätze – im Stadtteil sowie einige dazugehörige Informationen. Im Einzelnen sind dies:
- Name/Lage: aktuelle Bezeichnung der Straße oder des Platzes. Über den Link (Lage) kann die Straße oder der Platz auf verschiedenen Kartendiensten angezeigt werden. Die Geoposition gibt dabei ungefähr die Mitte an. Bei längeren Straßen, die durch zwei oder mehr Stadtteile führen, kann es daher sein, dass die Koordinate in einem anderen Stadtteil liegt.
- Straßenschlüssel: amtlicher Straßenschlüssel, bestehend aus einem Buchstaben (Anfangsbuchstabe der Straße oder des Platzes) und einer dreistelligen Nummer.
- Länge/Maße in Metern:
Hinweis: Die in der Übersicht enthaltenen Längenangaben sind nach mathematischen Regeln auf- oder abgerundete Übersichtswerte, die im Digitalen Atlas Nord[1] mit dem dortigen Maßstab ermittelt wurden. Sie dienen eher Vergleichszwecken und werden, sofern amtliche Werte bekannt sind, ausgetauscht und gesondert gekennzeichnet.
Bei Plätzen sind die Maße in der Form a × b bei rechteckigen Anlagen oder a × b × c bei dreiecksförmigen Anlagen mit a als längster Kante dargestellt.
Der Zusatz (im Stadtteil) gibt an, wie lang die Straße innerhalb des Stadtteils ist, sofern sie durch mehrere Stadtteile verläuft.
- Namensherkunft: Ursprung oder Bezug des Namens.
- Datum der Benennung: Jahr der offiziellen Benennung oder der Ersterwähnung eines Namens, bei Unsicherheiten auch die Angabe eines Zeitraums.
- Anmerkungen: Weitere Informationen bezüglich historischer Bezeichnungen, der Geschichte der Straße, anliegender Institutionen und Baudenkmale usw.
- Bild: Foto der Straße oder eines anliegenden Objektes.

| Name/Lage                  | Straßen- schlüssel | Länge/Maße (in Metern) | Namensherkunft | Datum der Benennung | Anmerkungen | Bild                |
| -------------------------- | ------------------ | ---------------------- | --- | ------------------- | --- | ------------------- |
| Altonaer Straße (Lage)     | A167               | 0400                   | Altona, ehemalige Stadt Altona/Elbe, heutiger Bezirk und Stadtteil                                                                                                   | 1847                | Nordseite und Straßenfläche zu Eimsbüttel | Altonaer Straße     |
| Augustenpassage (Lage)     | A525               | 0180                   | Auguste Viktoria von Schleswig-Holstein-Sonderburg-Augustenburg (1858–1921), Gemahlin Wilhelms II., letzte deutsche Kaiserin und Königin von Preußen                 | vor 1897/1954       | | Augustenpassage     |
| Bartelsstraße (Lage)       | B083               | 0390                   | Johann Heinrich Bartels (1761–1850), Senator und Bürgermeister von Hamburg                                                                                           | 1844                | | Bartelsstraße       |
| Beckstraße (Lage)          | B129               | 0180                   | Johann C. H. Beck, Vorbesitzer des Geländes und Erbauer der Straße                                                                                                   | 1869                | | Beckstraße          |
| Beim Grünen Jäger (Lage)   | B208               | 0080 (im Stadtteil)    | nach dem dort früher gelegenen Wirtshaus „Zum Grünen Jäger“ | 1880–1897, 1932     | südlicher Teil in St. Pauli | Beim Grünen Jäger   |
| Dänenweg (Lage)            | D002               | 0230                   | zur Erinnerung an die dänische Belagerung der Sternschanze 1686 | 1888                | ursprünglich der heutige Abschnitt der Sternschanze zwischen Schanzenstraße und Eingangsgebäude der U-Bahn, während umgekehrt der heutige Dänenweg Teil der Sternschanze war | Dänenweg            |
| Eifflerstraße (Lage)       | E082               | 0360                   | Hans Christian Eiffler (1630–1703), Bürgermeister von Altona | 1950                | vor 1950 Parallelstraße | Eifflerstraße       |
| Juliusstraße (Lage)        | J095               | 0230                   | Claus Julius Bieber (1804–1852), Vorbesitzer des Geländes | 1860                | Verlängerung der Susannenstraße, die vermutlich nach Biebers ältester Tochter benannt ist | Juliusstraße        |
| Kampstraße (Lage)          | K054               | 0180 (im Stadtteil)    | nach einem alten Flurnamen | 1843                | östliches Ende in St. Pauli; Straßenfläche komplett in Sternschanze; verband ursprünglich die Schanzen- und die Karolinenstraße in St. Pauli | Kampstraße          |
| Kleiner Schäferkamp (Lage) | K248               | 0350 (im Stadtteil)    | nach einer hier früher gelegenen Schäferei, Teil des Pachthofs des Klosters Harvestehude                                                                             | 1858                | Nordseite und Straßenfläche in Eimsbüttel; ebenfalls mit Bezug auf das Kloster die Rosenhofstraße | Kleiner Schäferkamp |
| Lagerstraße (Lage)         | L013               | 0140 (im Stadtteil)    | Bebauung mit Speichern zur Warenlagerung, siehe Zollvereinsniederlage                                                                                                | 1868                | östlicher Teil in St. Pauli | Lagerstraße         |
| Lerchenstraße (Lage)       | L140               | 0150 (im Stadtteil)    | Singvogelfamilie der Lerchen | 1948                | südlich der Stresemannstraße in St. Pauli | Lerchenstraße       |
| Lippmannstraße (Lage)      | L197               | 0380 (im Stadtteil)    | Gabriel Lippmann (1845–1921), Physiker und Nobelpreisträger für Physik 1908                                                                                          | 1948                | vor 1948 Friedensstraße; nördlicher Teil in Altona-Nord | Lippmannstraße      |
| Ludwigstraße (Lage)        | L271               | 0120                   | Johann Ludwig Dammert (1788–1855), Senator und Bürgermeister von Hamburg                                                                                             | 1843                | | Ludwigstraße        |
| Max-Brauer-Allee (Lage)    | M379               | 0020 (im Stadtteil)    | Max Brauer (1887–1973), Oberbürgermeister von Altona, Erster Bürgermeister Hamburgs                                                                                  | 1975                | früherer Name im Abschnitt Sternschanze Hamburger Straße, später Allee; nur ein Abschnitt unter der Sternbrücke (kein amtlicher Name) zu Sternschanze; hauptsächlich in Altona-Altstadt und Altona-Nord                                                                                                  | Max-Brauer-Allee    |
| Neuer Kamp (Lage)          | N061               | 0200 (im Stadtteil)    | nach einem alten Flurnamen | 1841                | vor 1841 Teil der Straße Schulterblatt; östlicher Teil der Nordseite und ganze Südseite in St. Pauli | Neuer Kamp          |
| Neuer Pferdemarkt (Lage)   | N062               | 0340×340×120           | Nutzung als Pferdemarkt mit Unterscheidung „neu“ zum Pferdemarkt in der Hamburger Altstadt (heute Gerhart-Hauptmann-Platz)                                           | 1841                | vor 1841 Teil der Straße Schulterblatt; Südseite in St. Pauli; Teil der Bundesstraße 4 | Neuer Pferdemarkt   |
| Rosenhofstraße (Lage)      | R286               | 0170                   | nach dem hier früher gelegenen Rosenhof, einem Pachthof des Klosters Harvestehude                                                                                    | 1889                | ebenfalls mit Bezug auf das Kloster der Kleine Schäferkamp | Rosenhofstraße      |
| Schanzenstraße (Lage)      | S110               | 0680                   | nach der „Sternschanze“, Teil der Hamburger Wallanlagen | 1875                | | Schanzenstraße      |
| Schulterblatt (Lage)       | S321               | 0500 (im Stadtteil)    | ursprünglich Beim Schulterblatt in Bezug auf ein Walschulterblatt als Aushängeschild eines Wirtshauses                                                               | um 1700/1841, 1718  | bis 1841 auch die Straße Neuer Kamp und der Neue Pferdemarkt Teil des Schulterblatts; nördlicher Teil in Eimsbüttel | Schulterblatt       |
| Sternschanze (Lage)        | S680               | 0740                   | nach der „Sternschanze“, Teil der Hamburger Wallanlagen | 1870, 1899          | ursprünglich im westlichen Teil im Verlauf der jetzigen Dänenstraße, während der heutige Abschnitt zwischen Schanzenstraße und Eingangsgebäude der U-Bahn umgekehrt als Dänenstraße bezeichnet wurde; östlicher Teil nur Fuß- und Radweg; danach auch benannt der Bahnhof Sternschanze für U- und S-Bahn | Sternschanze        |
| Sternstraße (Lage)         | S681               | 0570                   | nach der „Sternschanze“, Teil der Hamburger Wallanlagen | 1843                | Teile der östlich angrenzenden Grundstücke zu St. Pauli | Sternstraße         |
| Stresemannstraße (Lage)    | S742               | 0670 (im Stadtteil)    | Gustav Stresemann (1878–1929), nationalliberaler Politiker, Reichskanzler und Reichsminister des Auswärtigen in der Weimarer Republik, Friedensnobelpreisträger 1926 | 1945                | vor 1933 im Abschnitt Sternschanze Kleine Gärtnerstraße, 1933–1945 General-Litzmann-Straße; nur angrenzende Grundstücke von Teilen der Nordseite zur Sternschanze; der Rest und die Straßenfläche zu St. Pauli, Altona-Altstadt, Altona-Nord und Bahrenfeld; Teil der Bundesstraße 4                     | Stresemannstraße    |
| Susannenstraße (Lage)      | S814               | 0260                   | vermutlich nach Susanne Bieber (* 1846), der ältesten Tochter von Claus Julius Bieber (1804–1852), dem Vorbesitzer des Geländes                                      | 1860, 1945          | Verlängerung der Juliusstraße, die nach Claus Julius Bieber benannt ist | Susannenstraße      |